# تیم ملی بسکتبال جمهوری دموکراتیک کنگو
تیم ملی بسکتبال جمهوری دموکراتیک کنگو، نماینده جمهوری دموکراتیک کنگو در مسابقات بین‌المللی بسکتبال است که توسط فدراسیون بسکتبال این کشور اداره می‌شود. 
این تیم در مسابقات قهرمانی آفریقا سابقه حضور داشته است، اما هنوز در جام جهانی حاضر نشده است.